# 大関政増
大関 政増（おおせき まさます）は、江戸時代初期の大名。下野国黒羽藩2代藩主。
慶長5年（1600年）、関ヶ原の戦いでは徳川氏に対する人質として江戸に赴いた。慶長10年（1605年）、叔父・大関資増から家督を譲られた。慶長19年（1614年）、里見忠義が改易されると、館山城の守備を務める。
同年冬からの大坂冬の陣では、徳川方に与して本多正信に属し河内国平野口を守備した。翌年の大坂夏の陣では、敵の首級を97個取った。
元和2年（1616年）5月30日、死去。享年26。

## 系譜
父母
- 大関晴増（実父）
- 白河義親の娘（実母）
- 大関資増（養父）

正室
- しゃむ姫 ー 水野重央の娘

子女
- 大関高増（長男）生母はしゃむ姫（正室）
- 大関増広（次男）
- 那須資重継室
- 浄法寺茂明室